# أوي جاكوبسن
أوي جاكوبسن (بالألمانية: Uwe Jacobsen)‏ هو سباح ألماني، ولد في 22 سبتمبر 1940 في آشرسليبن في ألمانيا.

## روابط خارجية
- أوي جاكوبسن على موقع الاتحاد الدولي للسباحة (الإنجليزية)
- أوي جاكوبسن على موقع أوليمبيديا (الإنجليزية)